# أونيفاي
أونيفاي، (بالإنجليزية: Onifai)، (سردينيا: Oniai)، هي بلدية، في مقاطعة نوورو، في إقليم سردينيا الإيطالي، وتقع على بعد حوالي 200 كيلومتر (120 ميل) إلى الشمال من كالياري، على بعد حوالي 40 كم (25 ميل) شرق نوورو و 5 كم فقط (3 ميل) الداخلية من خليج اوروسي. يعتمد الاقتصاد على الزراعة والرعي. تشتهر اونيفاي، بجبن البيكورينو، (يتم تصدير معظم الإنتاج إلى القارة الأوروبية، والولايات المتحدة، وكندا) ونبيذ الفيرنشيا المصنوع من عنب Cannonau. اعتبارا من 31 ديسمبر 2004 ، كان عدد سكانها 765 وتبلغ مساحتها 43.0 كيلومتر مربع (16.6 ميل.

## السكان
في سنة 1861 بلغ عدد السكان 464 نسمة، وتطور العدد ليصل في سنة 2011 لـ 742 نسمة.
يظهر هذا المخطط البياني تطور النمو السكاني لـ أونيفاي